# Montel Vontavious Porter

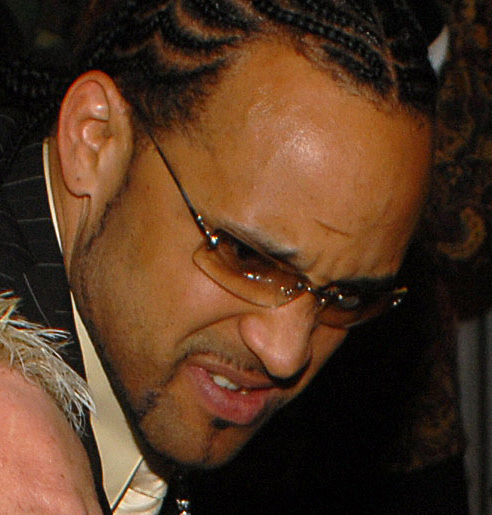
Montel Vontavious Porter

Montel Vontavious Porter (MVP)är artistnamnet för den professionella amerikanska wrestlaren Alvin Burke, Jr, född 28 oktober 1973. Han debuterade 2006 i Smackdown.

## Vunna titlar
Montel Vontavious Porter har vunnit U.S. Championship och är den som har haft den titeln längst i Smackdowns historia.
Han har också vunnit WWE tag team Championship med Matt Hardy.